# Robin Törnqvist
Robin Nils Olof Törnqvist, född den 12 januari 1987 i Hagfors, är en svensk tidigare speedwayförare. Han var med och vann SM-guld med Dackarna 2007, och representerade även bland annat Indianerna och Valsarna.